# Duemiladodici
Duemiladodici è il ventesimo album del cantante napoletano Tommy Riccio, pubblicato nel 2012 e distribuito dalla Zeus Record, con gli arrangiamenti del maestro Nino Danisi.

## Tracce
1. Sì 'a cchiù bella d' 'o munno
2. E finalmente aggio truvato l'amante
3. Tutte 'e guaglione 'e sta città
4. Ma che chiagne a fà
5. Se vuoi amare me
6. Fermate
7. Te ne sì gghiuto 'e capa
8. Facimmo ammore
9. E io m'annammoro 'e te
10. Primma 'e te mettere a fà ammore